# Elezioni parlamentari in Finlandia del 1954
Le elezioni parlamentari in Finlandia del 1954 si tennero il 7 e l'8 marzo per il rinnovo dell'Eduskunta.

## Risultati
| Liste                                        | Voti      | %     | +/- % | Seggi | +/- seggi |
| -------------------------------------------- | --------- | ----- | ----- | ----- | --------- |
| Partito Socialdemocratico Finlandese         | 527.094   | 26,25 | −0,3  | 54    | +1        |
| Lega Agraria                                 | 483.958   | 24,10 | +0,8  | 53    | +2        |
| Lega Democratica Popolare Finlandese         | 433.251   | 21,57 | −     | 43    | –         |
| Partito di Coalizione Nazionale              | 257.025   | 12,80 | −1,8  | 24    | −4        |
| Partito Popolare Finlandese                  | 158.323   | 7,88  | +2,2  | 13    | +3        |
| Partito Popolare Svedese                     | 135.768   | 6,76  | −0,4  | 12    | −2        |
| Lega Liberale                                | 6.810     | 0,34  | +0,1  | –     | –         |
| Partito Regionale dell'Åland                 | 4.651     | 0,23  | −0,1  | 1     | –         |
| Partito dei Piccoli Proprietari di Finlandia | 1.040     | 0,05  | −0,2  | –     | –         |
| Altri                                        | 337       | 0,02  | −     | –     | –         |
| Totale                                       | 2.008.257 |       |       | 200   |           |